# フレデリック・セシジャー (初代チェルムスフォード子爵)
初代チェルムスフォード子爵フレデリック・ジョン・ネイピア・セシジャー（英: Frederic John Napier Thesiger, 1st Viscount Chelmsford, GCSI, GCMG, GCIE, GBE, PC、1868年8月12日 - 1933年4月1日）は、イギリスの政治家、貴族。
1916年から1921年にかけてインド総督を務めたが、強圧的な統治を行い、反英運動の激化を招いた。また1919年の第三次アフガン戦争の結果、19世紀以来イギリスが握ってきたアフガニスタンの外交権を喪失した。

## 経歴

### インド総督就任まで

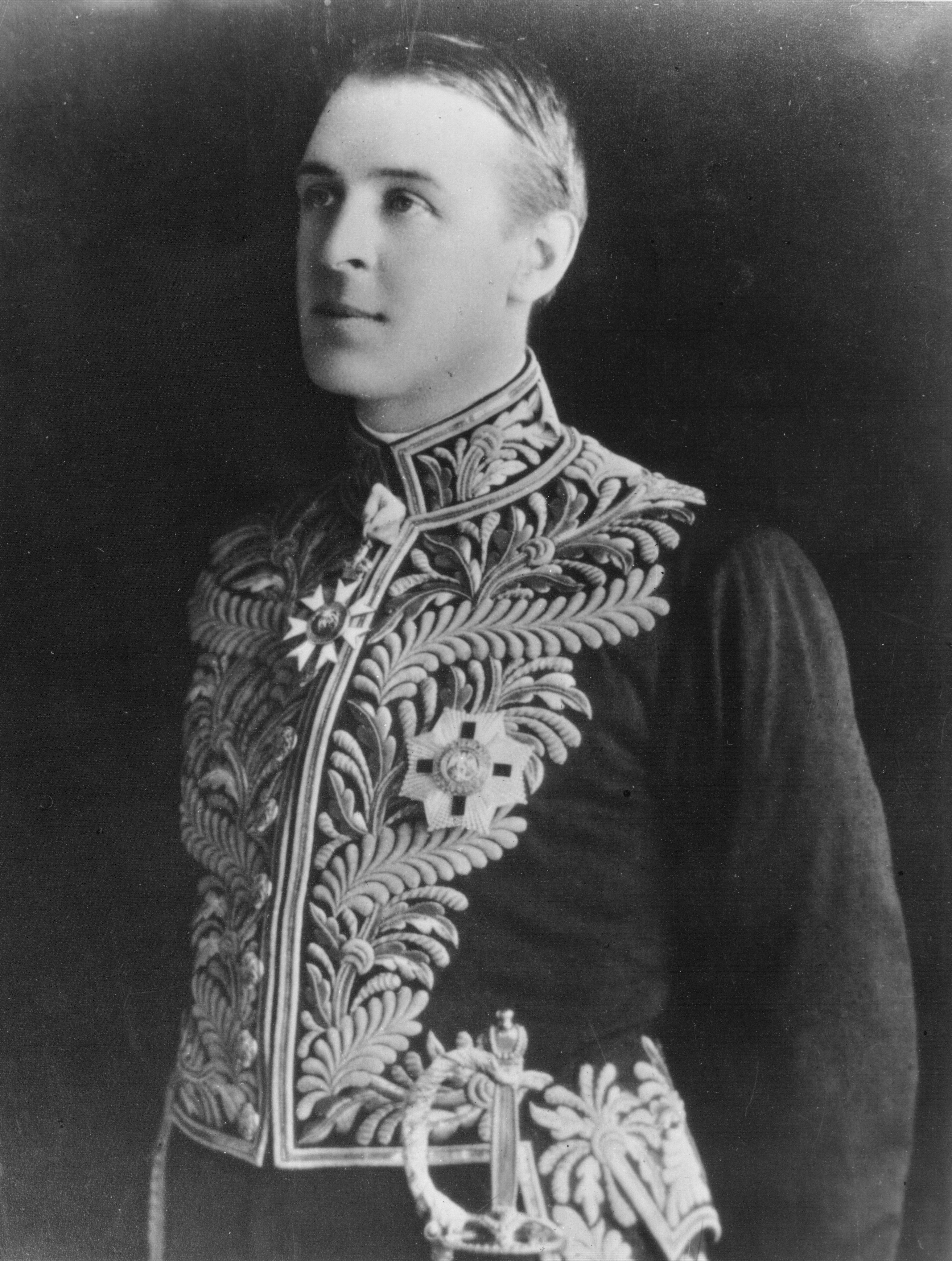
1907年、礼服姿のチェルムスフォード卿

陸軍大将の第2代チェルムスフォード男爵フレデリック・セシジャーとその妻アドリア・ファニー（ジョン・ヒース少将の娘）の間の長男としてロンドン・イートン広場7番地で生まれる
ウィンチェスター・カレッジを経てオックスフォード大学モードリン・カレッジへ進学。1893年に法廷弁護士資格を取得
1904年から1905年にかけてロンドン・シティ評議会の議員を務める。1905年4月には第3代チェルムスフォード男爵の爵位を継承した。
1905年から1909年にかけてはクイーンズランド総督、1909年から1913年にかけてはニューサウスウェールズ総督を務めた。

### インド総督

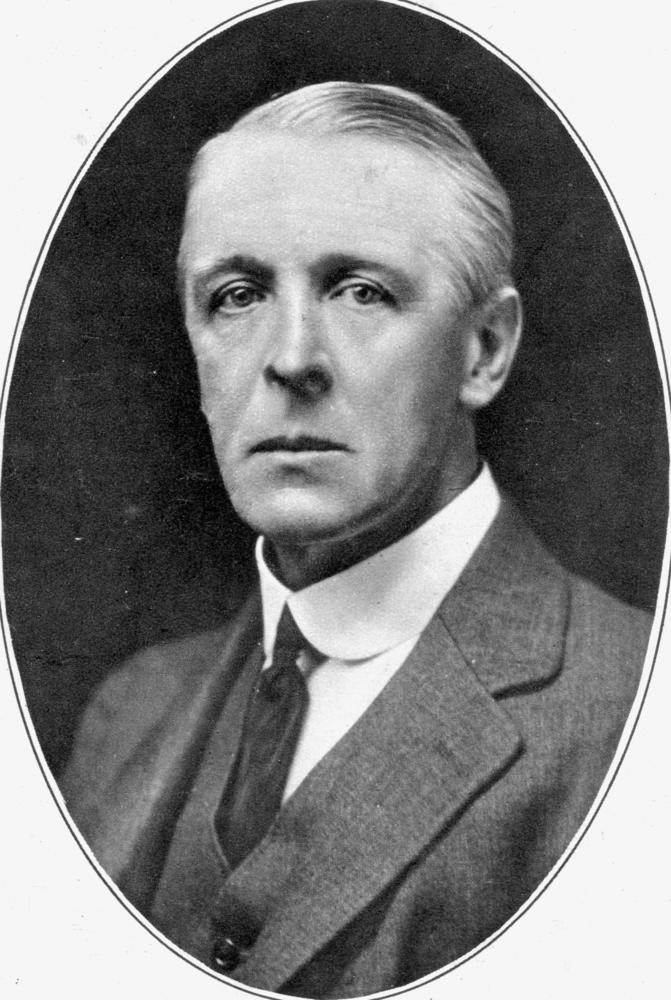
1924年のチェルムスフォード卿

第一次世界大戦中の1916年4月にインド総督ハーディング男爵が任期を終えて退任するとチェルムスフォード卿がその後任となった。彼にはオーストラリアでの知事経験しかなかったが、戦時中の人材不足でたまたまインドにいた彼が任命されたといわれている。
第一次世界大戦開戦から最初の二年、インド・ナショナリストの多くは戦後の恩賞目当てでイギリスに戦争協力した。しかし開戦から二年たったこの頃になると自治に何らの保証も出さないイギリス政府への不満が高まり始めていた。時のインド担当大臣エドウィン・サミュエル・モンタギューはユダヤ人だったこともあってインド・ナショナリズムに同情的であり、「大英帝国の一員として」という留保を付けながらも「行政の各分野にインド人を参加させる」方針を示した。かくして、彼と連名でモンタギュー＝チェルムスフォード報告をイギリス国会に提出した。しかしチェルムスフォード卿はそれに消極的で、モンタギューの宣言に名前こそ連ねたものの、実際にはほとんど協力することなく、モンタギューの主導で1919年インド政府法が制定されている。1919年インド政府法は政府機能を二分する「両頭制」を採用し、中央政府は引き続きイギリス政府が支配するが、各州の農業・教育・徴税については州議会に責任を負うインド人大臣に任せるというものだった（ただし立法や治安など重要分野は全て中央政府の管轄）。
大戦は1918年に終結したが、インド防衛法で与えられていた非常大権を手放したくなかったチェルムスフォード卿は、1919年に弾圧法規ローラット法を制定した。これにより英領インド帝国政府は、政治犯を陪審なしの裁判にかけることが可能となり、また破壊活動家については裁判なしで投獄することも可能となった。また言論への規制も大幅に強化された。
ローラット法への反発は強く、インド各地で暴動が発生した。また職場放棄も盛んに行われ、インド経済に大打撃を与えた。チェルムスフォード卿は戒厳令を発して徹底弾圧することでこれに対抗した。さらに公開鞭打ちなどの残虐刑を許可することで恐怖支配を強化した。そんな中、アムリットサルでレジナルド・ダイアー将軍率いる英印軍が、群衆に向かって発砲を行い（彼らは軍当局の集会禁止命令に反して集会を行っていたものの無防備であった）、大量の死傷者を出した（アムリットサル事件。政府発表でも379人殺害、1000人以上が負傷）。この事件については一応調査委員会が設置されたものの、チェルムスフォード卿の決定により全員が免責となっている。こうした態度によりチェルムスフォード卿はインド大反乱以来、最もインド人の民心を離反させた総督となった。
外交面では第三次アフガン戦争に直面した。当時のアフガニスタンはイギリスに外交権を接収されていたが、1919年2月にアフガン王に即位したアマーヌッラー・ハーンは大戦で大英帝国が崩壊しつつあると判断して反転攻勢に出た。彼は「アフガンは今や完全に自由で対内的にも対外的にも自主独立している」と宣言し、さらに「インドの民衆が蜂起したのは正しい行いである。イギリス人は自分たち以外の何人も同じ人間とは認めない」とイギリス批判を行った。そして5月にはアフガン軍を国境付近に展開してカイバル峠を占領した。チェルムスフォード卿は周辺部族がアフガン軍に合流するのを恐れて英軍の投入を決定し、これにより両国は開戦した。戦闘はイギリス軍が優位に進め、アフガン軍の脆弱さに驚愕したアマーヌッラーは慌ててチェルムスフォード卿に和平を申し出た。チェルムスフォード卿の側も周辺部族の動きを心配しており、また英軍内でコレラが流行していたため、早期終戦を希望していた。その結果、8月には両国間で条約が締結され、これによりアフガンの外交権回復を認める羽目となった。
1921年4月に任期を終えて総督職を退任した。総督としての評価は最も低い人物の一人である。

### 総督退任後
帰国後の1921年6月3日にチェルムスフォード子爵位を与えられた。
1924年1月から11月にかけてラムゼイ・マクドナルド内閣の海軍大臣を務めた。1926年から1928年にかけてはニューサウスウェールズ知事代理を務める。
1933年4月1日に死去した。

## 栄典

### 爵位
1905年4月9日の父の死により以下の爵位を継承
- エセックス州におけるチェルムスフォードの第3代チェルムスフォード男爵 (3rd Baron Chelmsford, of Chelmsford in the County of Essex)

(1858年3月1日の勅許状による連合王国貴族爵位)
1921年6月3日に以下の爵位を新規に与えられる。
- エセックス州におけるチェルムスフォードの初代チェルムスフォード子爵 (1st Viscount Chelmsford, of Chelmsford in the County of Essex)

(勅許状による連合王国貴族爵位)

### 勲章
- 1906年、聖マイケル・聖ジョージ勲章ナイト・コマンダー（KCMG）[4]
- 1912年、聖マイケル・聖ジョージ勲章ナイト・グランド・クロス（GCMG）[4]
- 1916年、インドの星勲章ナイト・グランド・コマンダー（GCSI）[4]
- 1916年、インド帝国勲章ナイト・グランド・コマンダー（GCIE）[4]
- 1917年、大英帝国勲章ナイト・グランド・クロス（GBE）[15]

### その他
- 1916年、枢密顧問官（PC）[16]
- 1927年、法学博士号（バーミンガム大学名誉学位）[4]
- 1929年、民事法学博士号（オックスフォード大学モードリン・カレッジ名誉学位）[4]

## 家族

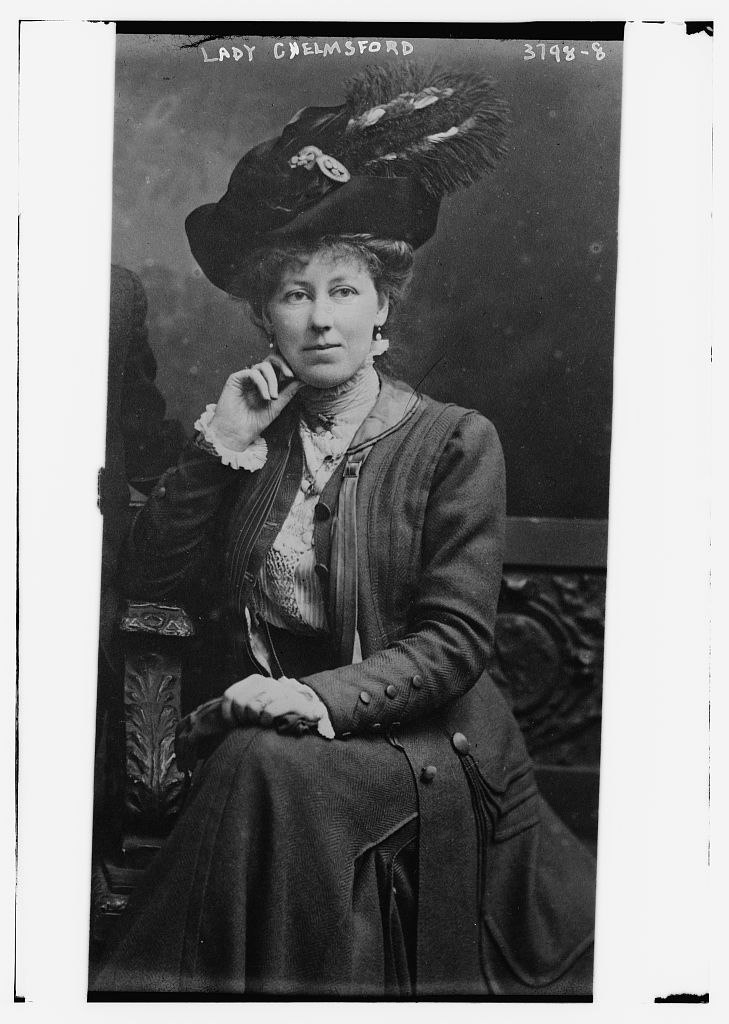
妻フランセス・シャーロット

1894年に初代ウィンボーン男爵の娘フランセス・シャーロット・ゲストと結婚し、彼女との間に以下の6子を儲ける。
- 第1子（長女）ジョーン・フランセス・ビアー閣下（1895-1971）：サー・アラン・ラッセルズ（英語版）と結婚。
- 第2子（長男） フレデリック・アイヴァー少尉閣下（1896-1917）：第一次世界大戦で戦死
- 第3子（次女） アン・モリニュー閣下（1898-1973）第16代インチキン男爵（英語版）と結婚。
- 第4子（三女）ブリジット・メアリー閣下（1900-不明）：リチャード・シープシャンクス少佐と結婚したが、離婚してネロ・ベッカーリと再婚。
- 第5子（次男）第2代チェルムスフォード子爵アンドリュー・チャールズ・ジェラルド（英語版）（1903-1970）
- 第6子（四女）マーガレット閣下（1911-不明）：ジョン・モンクと結婚

- 1907年、チェルムスフォード卿と二人の息子。
- 1905年、チェルムスフォード卿夫妻